# Andocare

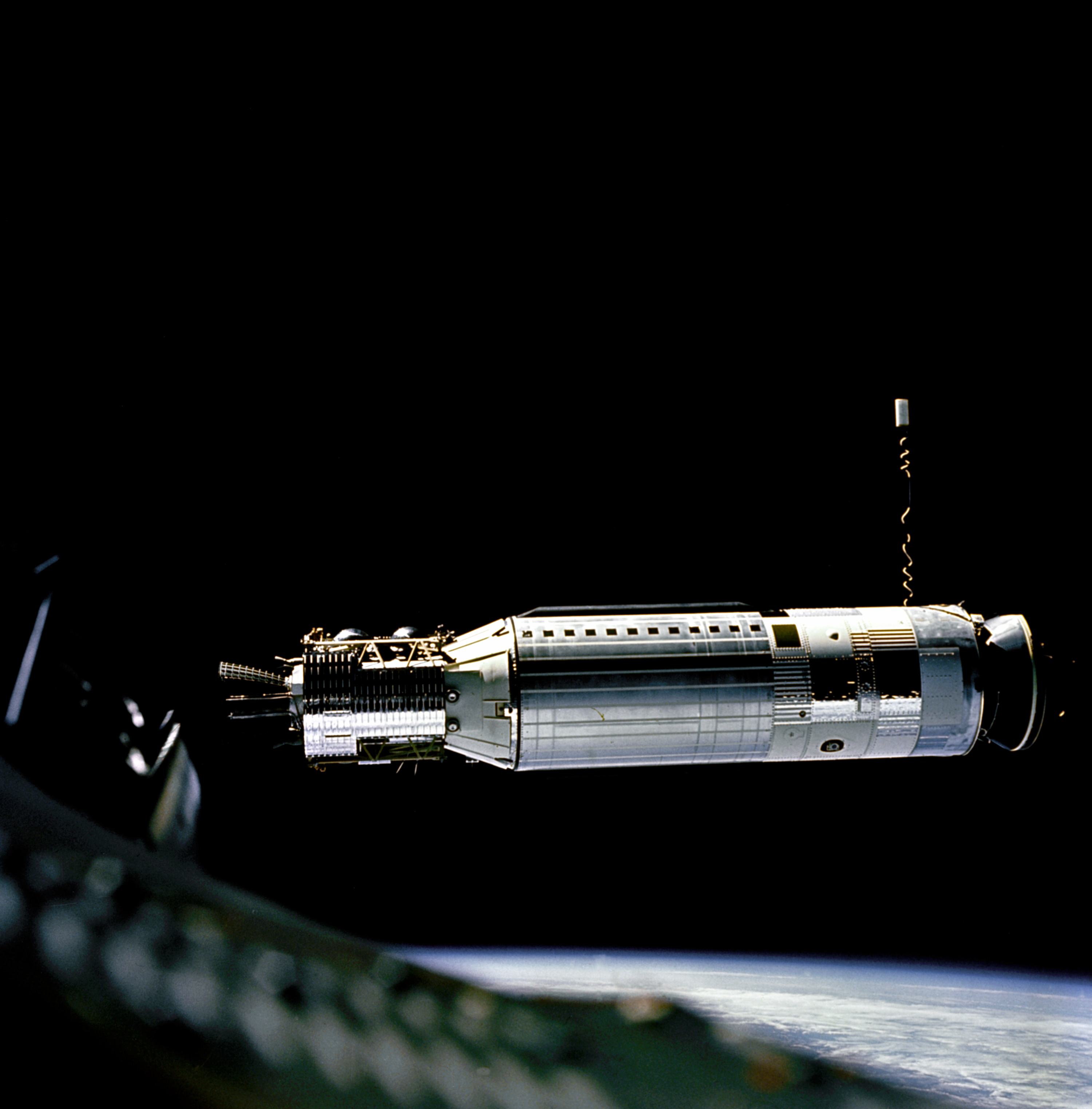
Rendez-vous spațial

Andocarea este operațiunea de ridicare a unei nave pe suporții docului pentru reparații, control la carenă sau întreținere.
Pentru andocare se utilizează calele, docurile uscate, sau docurile plutitoare. Andocarea pe platforme mari de lucru se mai poate face cu ajutorul unei camere de ecluzare sau a unui ascensor.